# Judith Macheiner
Judith Macheiner, eigentlich Monika Doherty (* 12. Dezember 1939 in München), ist eine deutsche Autorin.
Unter ihrem bürgerlichen Namen Monika Doherty war sie Professorin für Übersetzungswissenschaft an der Humboldt-Universität zu Berlin. Sie war die Ehefrau des Linguisten Manfred Bierwisch, ihre Mutter war die Schauspielerin Lisa Macheiner.

## Werke
- Das grammatische Varieté oder Die Kunst und das Vergnügen, deutsche Sätze zu bilden. Eichborn Verlag, Frankfurt am Main 1991, ISBN 3-8218-4074-9 (= Die Andere Bibliothek, Band 74).
- Übersetzen – Ein Vademecum. Eichborn Verlag, Frankfurt am Main 1995, ISBN 3-8218-4125-7 (= Die Andere Bibliothek, Band 125).
- Englische Grüße oder Über die Leichtigkeit, mit der man eine fremde Sprache erlernen kann. Eichborn Verlag, Frankfurt am Main 2001, ISBN 3-8218-4507-4 (Die Andere Bibliothek, Band 203).
- Sprache im Scheinwerferlicht. Aus einem Theaterleben. Transit-Buchverlag, Berlin 2006, ISBN 3-88747-218-7 (über ihre Mutter, die Schauspielerin Lisa Macheiner)
- Applaus und Zensur. Werkstätten der Aufklärung. Diderot – Garrick – Lessing. Transit-Buchverlag, Berlin 2011, ISBN 978-3-88747-255-9.
- Antonia Forster. Die Schwester des Weltreisenden. Historischer Roman. Transit Buchverlag, Berlin 2012, ISBN 978-3-88747-270-2.